# Krystyna Ejsmont
Krystyna Stefania Ejsmont z domu Jurowska (ur. 15 lutego 1934 w Grodnie, zm. 15 grudnia 2024) – polska polityk, pielęgniarka, posłanka na Sejm X kadencji.

## Życiorys
Po II wojnie światowej jej rodzina osiedliła się w Łodzi. Ukończyła tam gimnazjum i następnie w 1952 Szkołę Pielęgniarską. Pracowała w przychodni przy Zakładach Włókien Sztucznych Anilana, w 1953 wyjechała do Giżycka, gdzie była zatrudniona w szpitalu powiatowym. W 1960 ponownie zamieszkała w Łodzi, była pielęgniarką środowiskową, pracowała także jako nauczycielka w Zasadniczej Szkole Medycznej Asystentek i wychowawczyni internatu w Liceum Medycznym Pielęgniarstwa nr 1. W 1971 objęła stanowisko przełożonej pielęgniarek w szpitalu miejskim im. Karola Jonschera w Łodzi, w 1972 została naczelną pielęgniarką w dzielnicy Górna. W 1982 przeszła na rentę i następnie na emeryturę. Do aktywności zawodowej powróciła w 1987, została zastępczynią naczelnej pielęgniarki w Szpitalu Centrum Zdrowia Matki Polki w Łodzi, funkcję tę pełniła do 1990.
W latach 1989–1991 sprawowała mandat posłanki na Sejm kontraktowy z puli Polskiej Zjednoczonej Partii Robotniczej z okręgu Łódź-Górna. Do partii należała od 1976 do rozwiązania, w trakcie kadencji przeszła do związanego z Poselskiego Klubu Pracy. Już po wyborach do Sejmu kontraktowego współtworzyła Ogólnopolski Komitet Organizacyjny Samorządu Pielęgniarek i Położnych. Współtworzyła (m.in. jako sprawozdawca parlamentarny) ustawę o samorządzie zawodowym pielęgniarek i położnych.
W pierwszej połowie lat 90. zasiadała w Naczelnej Radzie Pielęgniarek i Położnych, pełniąc funkcję skarbnika. Została członkinią Polskiego Towarzystwa Pielęgniarskiego, przez dwie kadencje przewodniczyła łódzkiemu oddziałowi tej organizacji. W 2006 bez powodzenia kandydowała do łódzkiej rady miasta z ramienia Lewicy i Demokratów (z rekomendacji Unii Pracy).
Odznaczona m.in. Krzyżem Kawalerskim Orderu Odrodzenia Polski (1989), Złotym (1980) i Srebrnym (1973) Krzyżem Zasługi, Medalem 40-lecia Polski Ludowej (1984) oraz Honorową Odznaką Miasta Łodzi.
Pochowana na cmentarzu rzymskokatolickim w Rudzie Pabianickiej.

## Życie prywatne
Była córką Stefana Jurowskiego i Leokadii z Łozowskich. Jej mężem był Czesław Ejsmont (1925–1999), żołnierz AK (pseud. Cygan), brat Stefana Ejsmonta. Krystyna Ejsmont miała dwoje dzieci: córkę Janinę i syna Leszka.